# Space Tracking and Surveillance System
A Space Tracking and Surveillance System (rövidítve STSS, angolul Űrbeli Követő- és Megfigyelőrendszer) egy műholdrendszer, melynek feladata az ellenséges ballisztikus rakéták felderítése és követése indításuk pillanatától célba érésükig, az általuk kibocsátott infravörös sugárzás alapján. Az alacsony pályán keringő műholdak a rakétákat korábban tudják felderíteni, mint elődeik. A projekt a SBIRS Low program folytatása, 2001-ben kezdték meg.
A 2009. május 5-én indított STSS-ATRR kísérleti műhold után 2009. szeptember 24-én indítottak két technológiai demonstrációs műholdat.